# 牙科药理学
牙科药理学（dental pharmacology）是在研究治療牙科疾病所會用到的藥物，探討其成份、作用、交互作用及對口腔的影響等。
牙科常用藥物有抗生素、镇痛药、抗炎藥、治療牙周炎藥物以及根管治疗术的藥物等。因為牙醫師在臨床治療時也會為病人麻醉，因此也會有相關麻醉藥品的探討。